# 藤本正行
藤本 正行（ふじもと まさゆき、1948年 - ）は、日本の歴史研究者。専門は日本軍事史・風俗史。

## 略歴
東京都生まれ。慶應義塾大学文学部史学科卒業。千葉大学・東京都立大学 (1949-2011)の非常勤講師などを歴任。2003年、株式会社彩陽代表取締役。2014年、國學院大學兼任講師。軍事・武具・絵画などの研究にもとづく歴史研究結果の著書多数。

## 研究
桶狭間の戦いについて奇襲戦を否定する説を初めて唱えたことで知られ、この説は広く支持されている。また、『武功夜話』が偽書だとする説を唱えている。

## 著書
- 『忍術秘伝 忍者トリック作戦』（学習研究社、ジュニアチャンピオンコース、1975年）
- 『これが忍術だ 空中を跳び、水上を走る 秘伝のすべて』(ベストセラーズ ワニの豆本 1978年)
- 『信長の戦国軍事学　戦術家・織田信長の実像』（JICC出版局、1993年）
  - 　改題文庫化　『信長の戦争 -『信長公記』に見る戦国軍事学』（講談社学術文庫、2003年）
- 『戦国合戦・本当はこうだった　逆転の日本史』（洋泉社、1997年）
- 『戦国合戦の常識が変わる本』（洋泉社、1999年）
- 『鎧をまとう人びと 合戦・甲冑・絵画の手びき』（吉川弘文館、2000年）
- 『武田信玄像の謎』（吉川弘文館・歴史文化ライブラリー、2006年）
- 『信長の戦い(1) 桶狭間・信長の「奇襲神話」は嘘だった』（洋泉社、2008年）
  - 改題・改訂版『桶狭間の戦い 信長の決断・義元の誤算』（洋泉社、2010年）
- 『長篠の戦い 信長の勝因・勝頼の敗因』（洋泉社、2010年）
- 『本能寺の変 信長の油断・光秀の殺意』（洋泉社、2010年）
- 『再検証長篠の戦い - 「合戦論争」の批判に答える』(洋泉社､ 2015年)

共著
- 〈鈴木眞哉〉『偽書「武功夜話」の研究』(洋泉社、2002年）
- 〈鈴木眞哉〉『信長は謀略で殺されたのか - 本能寺の変・謀略説を嗤う』(洋泉社、2006年）